# 雷娜特·施伦齐希
雷娜特·施伦齐希（德語：Renate Schlenzig，1944年7月6日—），德国前女子赛艇运动员。她曾代表东德参加瑞士卢塞恩举行的1974年世界赛艇锦标赛，获得女子四人单桨有舵手金牌。